# Provoz (Val)
Provoz (německy Prowos) je malá vesnice, část obce Val v okrese Rychnov nad Kněžnou. Nachází se asi 1 km na jihovýchod od Valu. Prochází zde silnice II/309. V roce 2009 zde bylo evidováno 31 adres. V roce 2001 zde trvale žilo 63 obyvatel.
Provoz je také název katastrálního území o rozloze 2,01 km2.

## Historie
První písemná zmínka o obci pochází z roku 1292.

## Pamětihodnosti
- Vodní mlýn U Vondřejců (čp. 29) – kulturní a technická památka č.2448